# Франсвил
Франсвил (на френски: Franceville) е един от четирите най-големи града на Габон и има население 110 568 души (по данни от 2013 г.). Градът е разположен на река Мпаса, в края на трансгабонската железница и Магистрала N3. Старото му име е Масуку (Masuku), но през 1880 г. Саворнян дьо Браза (Savorgnan de Brazza) преселва тук бивши роби и сменя името на града.
Сред забележителностите на града са Църквата „Света Хилер“ (построена през 1899), голяма статуя на Омар Бонго и институт за медицинско проучване на приматите. В града има игрище за голф, а летището е на 20 километра на запад, в Муенге.